# European Community Championship 1998 - Qualificazioni doppio
Le qualificazioni del doppio  dell'European Community Championship 1998 sono state un torneo di tennis preliminare per accedere alla fase finale della manifestazione. I vincitori dell'ultimo turno sono entrati di diritto nel tabellone principale. In caso di ritiro di uno o più giocatori aventi diritto a questi sono subentrati i lucky loser, ossia i giocatori che hanno perso nell'ultimo turno ma che avevano una classifica più alta rispetto agli altri partecipanti che avevano comunque perso nel turno finale.
Le qualificazioni del doppio del torneo European Community Championship 1998 prevedevano 4 coppie partecipanti di cui una è entrata nel tabellone principale.

## Teste di serie
1. Sander Groen /  Tom Vanhoudt (ultimo turno)

1. John-Laffnie de Jager /  Robbie Koenig (Qualificati)

## Qualificati
1. John-Laffnie de Jager  /   Robbie Koenig

## Tabellone

### Legenda
| - Q = Qualificato - WC = Wild card - LL = Lucky loser | - ALT = Alternate - SE = Special Exempt - PR = Protected Ranking | - w/o = Walkover - r = Ritirato - d = Squalificato |

|  | Primo turno | Primo turno                         | Primo turno                         | Primo turno | Primo turno |  |  | Ultimo turno | Ultimo turno                        | Ultimo turno                        | Ultimo turno | Ultimo turno |  |
|  |             |                                     |                                     |             |             |  |  |              |                                     |                                     |              |              |  |
|  | 1           | Sander Groen Tom Vanhoudt           | Sander Groen Tom Vanhoudt           | 6           | 6           |  |  |              |                                     |                                     |              |              |  |
|  |             | Stephen Noteboom Byron Talbot       | Stephen Noteboom Byron Talbot       | 4           | 4           |  |  | 1            | Sander Groen Tom Vanhoudt           | Sander Groen Tom Vanhoudt           | 4            | 3            |  |
|  | 2           | John-Laffnie de Jager Robbie Koenig | John-Laffnie de Jager Robbie Koenig | 6           | 6           |  |  | 2            | John-Laffnie de Jager Robbie Koenig | John-Laffnie de Jager Robbie Koenig | 6            | 6            |  |
|  |             | Kris Goossens Wim Neefs             | Kris Goossens Wim Neefs             | 2           | 3           |  |  |              |                                     |                                     |              |              |  |